# Goodbye Tonight
«Goodbye Tonight»  es el quinto y último sencillo de Start Something, el segundo álbum de la galesa de rock banda de Lostprophets. El sencillo fue bastante éxito en comparación con los otros singles como "Burn Burn" y "Last Train Home". El video de "Goodbye Tonight" estrellas, junto con la banda, Mikey Way (de My Chemical Romance) y Adam Lazzara (de Taking Back Sunday), respectivamente.

## Listado de canciones
CD1
| CD1 |                                        |          |  |
| N.º | Título                                 | Duración |  |
| 1.  | «Goodbye Tonight»                      | 3:55     |  |
| 2.  | «Burn X2» (No Truth remix - Robot Jox) | 3:04     |  |

CD2
| CD2 |                                         |          |  |
| N.º | Título                                  | Duración |  |
| 1.  | «Goodbye Tonight»                       | 3:55     |  |
| 2.  | «LTH» (Xanex Broken Heart mix)          | 4:04     |  |
| 3.  | «Wake Up and Move» (Nebuchednezzar mix) | 3:51     |  |

Vinyl
| Vinyl |                   |          |  |
| N.º   | Título            | Duración |  |
| 1.    | «Goodbye Tonight» | 3:55     |  |

## Posicionamiento
| Año  | Listas           | Posición |
| ---- | ---------------- | -------- |
| 2004 | UK Singles Chart | 42       |